# Elixir (linguagem de programação)
Elixir é uma linguagem de programação funcional, concorrente, de propósito geral que executa na máquina virtual Erlang (BEAM). Elixir compila em cima de Erlang para fornecer aplicações distribuídas, em tempo real suave, tolerante a falhas, non-stop, mas também a estende para suportar metaprogramação com macros e polimorfismo via protocolos.
Elixir é usada por empresas como E-MetroTel, Pinterest e Moz. Também é usada para desenvolvimento web, por empresas como Bleacher Report, Discord e Inverse, e para a construção de sistemas embarcados. A comunidade organiza eventos anuais nos Estados Unidos, Europa e Japão, além de eventos e conferências locais menores.
Assim como Lua, Elixir é uma linguagem de programação desenvolvida por brasileiros, sendo a vigésima quarta linguagem de programação mais usada do mundo no GitHub.

## História
A linguagem de programação Elixir foi criada por José Valim, desenvolvida no hub de P&D da Plataformatec, uma subsidiária do Nubank. Seus objetivos foram permitir uma maior extensibilidade e produtividade no Erlang VM, mantendo a compatibilidade com ferramentas e ecossistema de Erlang.
Em 13 de julho de 2018, o canal do YouTube Honeypot lançou um documentário sobre a linguagem Elixir chamado Elixir: The Documentary.

## Características
- Uma linguagem que compila para bytecode para a máquina virtual da Erlang (BEAM)[8]
- Tudo é uma expressão [8]
- Funções de Erlang podem ser chamadas de Elixir, sem impacto no tempo de execução, devido à compilação para o bytecode Erlang, e vice-versa
- Metaprogramação permitindo a manipulação direta de árvores sintáticas abstratas[8]
- Suporte para documentação via docstrings tipo Python na linguagem de formatação Markdown.[8]
- Polimorfismo via um mecanismo chamado protocolos. Como em Clojure, os protocolos fornecem um mecanismo de ligação dinâmica. No entanto, isso não deve ser confundido com o despacho múltiplo uma vez que os protocolos em Elixir despacham em um único tipo.
- Ênfase na recursão e funções de ordem superior em vez de looping baseado em efeitos colaterais.
- Ferramentas internas para gerenciamento de dependências, compilação de código, execução de testes, formatação de código, depuração remota e muito mais.
- Coleções preguiçosas e assíncronas com streams

- Casamento de padrões (Pattern matching)[8]
- Suporte a Unicode e cadeias UTF-8

## Exemplos
Os exemplos a seguir podem ser executados em um shell IEX ou salvos em um arquivo e executados a partir da linha de comando, digitando elixir <filename>.
Exemplo clássico do programa Olá Mundo:
```
iex> 
IO
.
puts
 
"Hello World!"

Hello World!

```

Compreensões:
```
iex> 
for
 
n
 
<-
 
[
1
,
2
,
3
,
4
,
5
],
 
rem
(
n
,
2
)
 
==
 
1
,
 
do
:
 
n
*
n

[1, 9, 25]

```

Pattern Matching (desestruturação):
```
iex> 
[
1
,
 
a
]
 
=
 
[
1
,
 
2
]

iex> 
a

2

iex> 
{
:ok
,
 
[
hello
:
 
a
]}
 
=
 
{
:ok
,
 
[
hello
:
 
"world"
]}

iex> 
a

"world"

```

Pattern Matching (cláusulas múltiplas):
```
iex> 
case
 
File
.
read
(
"path/to/file"
)
 
do

iex> 
  
{
:ok
,
 
contents
}
 
->
 
IO
.
puts
(
"found file: 
#{
contents
}
"
)

iex> 
  
{
:error
,
 
reason
}
 
->
 
IO
.
puts
(
"missing file: 
#{
reason
}
"
)

iex> 
end

```

Operador pipe:
```
iex> 
"1"
 
|>
 
String
.
to_integer
()
 
|>
 
Kernel
.*
(
2
)

2

```

Módulos:
```
defmodule
 
Fun
 
do

  
def
 
fib
(
0
),
 
do
:
 
0

  
def
 
fib
(
1
),
 
do
:
 
1

  
def
 
fib
(
n
)
 
do

    
fib
(
n
-
2
)
 
+
 
fib
(
n
-
1
)

  
end

end

```

Sequencialmente distribuindo mil processos:
```
for
 
num
 
<-
 
1
..
1000
,
 
do
:
 
spawn
 
fn
 
->
 
IO
.
puts
 
"
#{
num
 
*
 
2
}
"
 
end

```

Executando uma tarefa de forma assíncrona:
```
task
 
=
 
Task
.
async
 
fn
 
->
 
perform_complex_action
()
 
end

other_time_consuming_action
()

Task
.
await
 
task

```